# Gliese 317 c
Gliese 317 c és un exoplaneta situat a 30 anys llum de la Terra a la constel·lació de Brúixola. El planeta que orbita al voltant de la nana roja Gliese 317 va ser descobert el juliol de 2007. L'excentricitat de l'òrbita és de 42% i el període orbital de 7,4 anys.

## Designació
El nom Gliese 317 c va ser seleccionat per la Unió Astronòmica Internacional (UAI) pel procediment NameExoWorlds, una consulta pública prèvia a l'elecció de la designació final de 305 exoplanetes descoberts abans del 31 de desembre de 2008 i distribuïts entre 260 sistemes planetaris que allotgen d'un a cinc planetes. El procediment, que va començar el juliol del 2014, finalitzà l’agost del 2015, amb l’anunci dels resultats, durant una cerimònia pública, en el marc de la XIX Assemblea General de la UAI que se celebrà a Honolulu (Hawaii).